# (217) Eudora
(217) Eudora es un asteroide perteneciente al cinturón de asteroides descubierto por Jérôme Eugène Coggia el 30 de agosto de 1880 desde el observatorio de Marsella, Francia.
Está nombrado por Eudora, una de las Híades en la mitología griega.

## Características orbitales
Eudora orbita a una distancia media del Sol de 2,87 ua, pudiendo acercarse hasta 1,984 ua. Su excentricidad es 0,3087 y la inclinación orbital 10,51°. Emplea en completar una órbita alrededor del Sol 1776 días.